# Ciuculești
Ciuculești falu Romániában, Fehér megyében. Közigazgatásilag Bucsony községhez tartozik.

## Fekvése
Bucsony közelében fekvő település.

## Története
1956-ig Bucsony része volt, ekkor vált külön 72 lakossal.
1966-ban 96, 1977-ben 103, 1992-ben 68, 2002-ben pedig 57 román lakosa volt.

## Híres emberek
1906 és 1910 között a faluban szolgált görögkatolikus papként Ion Agârbiceanu (1882–1963) író, és itt írta Arhanghelii című regényét. Itt született fia, Ion I. Agârbiceanu (1907–1971) fizikus, a Román Akadémia levelező tagja.